# Smeringomyces trinitatis
Smeringomyces trinitatis är en svampart som beskrevs av Thaxt. 1931. Smeringomyces trinitatis ingår i släktet Smeringomyces och familjen Laboulbeniaceae.   Inga underarter finns listade i Catalogue of Life.